# Lorens Glansenstierna
Lorens Glansenstierna (före adlandet Glans och Glansberg), född 10 augusti 1678 i Stockholm, död där 5 januari 1740, var en svensk militär.
Lorens Glansenstierna var son till fänriken vid Dalregementet Olof Glans. Han skrevs redan 1684 in vid Uppsala universitet och 1690 som volontär vid fortifikationskontoret och utsågs 1695 till underkonduktör vid fortifikationen i Dorpat. Juni 1700 blev han löjtnant vid Carl Gustaf Skyttes regemente, i oktober kaptenlöjtnant, 1701 blev han regementskvartermästare i Dorpat och kapten vid fortifikationen där i maj 1703. Under ryssarnas belägring av staden ledde han fortifikationsarbetena men blev vid dess kapitulation i augusti 1704 krigsfånge. Enligt egna uppgifter skall han under sin fångenskap ha erbjudits att träda i rysk tjänst av Peter den store personligen, men avböjt. Han frigavs redan i oktober 1704 och kom då först till Reval och därefter till Viborg och deltog i alla kampanjer på den fronten, bland annat den misslyckade operationen mot Sankt Petersburg sommaren 1706. Under anfallet mot Ingermanland i augusti 1708 ledde han överskeppningen av trupper över Neva vid Teusina men sårades svårt. 1711 blev han generalkvartermästarlöjtnant vid finska armén. 
När han med sin familj i december 1714 kom till Kalix efter reträtten från Finland hade han förlorat all egendom och var helt utblottad. 1717 erhöll han överstelöjtnants titel och lön vilket något förbättrade han situation. Glansenstierna kommenderades som generalkvartermästarlöjtnant till jämtländska armén i juni 1718 åt åtföljde vid återtåget över fjällen 1719 förtruppen. Under 1719 deltog han i försvaret av svenska ostkusten och befäste 1720 Skansholmen utanför Nyköping. Glansenstierna adlades 10 oktober 1719 och tog introduktion året därpå. 1723 utnämndes han till överstelöjtnant och chef för fortifikationsbrigaden i Finland och ledde 1723-1725 befästningsarbetena i Fredrikshamn. 1739 förflyttades han till en post som generalkvartermästarlöjtnant vid Stockholmsbrigaden.